# Liste der Monuments historiques in Lumigny-Nesles-Ormeaux
Die Liste der Monuments historiques in Lumigny-Nesles-Ormeaux führt die Monuments historiques in der französischen Gemeinde Lumigny-Nesles-Ormeaux auf.

## Liste der Bauwerke
| Bezeichnung                       | Beschreibung              | Standort                                 | Kennzeichnung | Schutzstatus | Datum | Bild           |
| --------------------------------- | ------------------------- | ---------------------------------------- | ------------- | ------------ | ----- | -------------- |
| Kirche Notre-Dame-de-l’Assomption | Erbaut im 12. Jahrhundert | Nesles-la-Gilberde 28, Grande-Rue (Lage) | PA77000022    | Inscrit      | 2005  | weitere Bilder |

## Liste der Objekte
Zum Verständnis siehe: Kirchenausstattung
- Monuments historiques (Objekte) in Lumigny-Nesles-Ormeaux in der Base Palissy des französischen Kultusministeriums